# Fotoćelija
Fotoćelija je elektronska cijev u kojoj svjetlost (i blisko elektromagnetsko zračenje) vanjskim fotoelektričnim učinkom izbija elektrone iz katode prevučene fotoosjetljivim slojem (sloj sastava Na2KSb ili poluvodički sloj galijeva arsenida). Katoda i anoda smještene su u staklenome balonu, evakuiranu (vakuum) ili ispunjenu plemenitim plinom, i spojene u strujni krug, pa se elektroni gibaju od katode prema anodi. Fotoćelija se primjenjuje kao fotodetektor, a potkraj 20. stoljeća zamijenili su je poluvodički elektronički elementi (fotodioda, fotootpornik, fototranzistor), pa se često i oni nazivaju fotoćelijama.

## Objašnjenje
Fotoelektrični učinak se primjenjuje kod fotoćelije. Fotoćelija se sastoji od dviju elektroda, utaljenih u staklenu cijev, koja je po izgledu slična elektronskoj cijevi. Fotoćelija je napunjena plemenitim plinom pod slabim tlakom, jer taj plin kemijski ne reagira s metalima. Katoda fotoćelije je obično navlaka metala cezija na srebrnoj podlozi. Nasuprot katodi nalazi se anoda u obliku prstena s tankom mrežicom tako da kroz nju svjetlost može stići na katodu. 
Spojimo li anodu s pozitivnim polom baterije, a katodu preko miliampermetra s negativnim polom, miliampermetar neće pokazivati nikakav otklon. Tek kada se katoda osvijetli, otklonit će se kazaljka miliampermetra. U prvom slučaju električna struja ne teče zato što u fotoćeliji ne postoji veza između katode i anode. Između njih postoji samo električno polje zbog priključenog električnog napona. U drugom slučaju, kada na fotoćeliju padaju zrake svjetlosti, svjetlost izbija iz katode elektrone koje privlači anoda, i time se zatvara strujni krug u fotoćeliji. Ta pojava omogućuje da svjetlosnu energiju možemo pretvarati u električnu. Fotoćelija ima veliku primjenu u industriji, tonskoj obradi i televiziji.

### Fotodetektor
Fotodetektor je vrsta fotoelektričnog elementa u kojem svjetlost fotoelektričnim učinkom uzrokuje izravnu promjenu nekih električnih svojstava. Tako se na primjer u fotootporniku i fotovodiču mijenja električni otpor, to jest električna vodljivost, u poluvodičkim fotodetektorima (fotoelement, fotodioda, fototiristor, fototranzistor) mijenjaju se električna svojstva toga elementa, a iz katode fotoćelije i fotomultiplikatora izbijaju se elektroni. Fotodetektor se kao bitan dio ugrađuje u sklopove koji u prvome redu služe da bi promjenom, najčešće prekidom, svjetlosnoga snopa automatski dojavili neku informaciju ili promjenu postojećega stanja, pokrenuli ili zaustavili neki uređaj i slično (na primjer alarmni uređaji u čuvanim zgradama, bankama, muzejima, uređaji za rad pokretnih stuba, za otvaranje vratiju u većim javnim prostorima, kao što su: robne kuće, hoteli i prometni terminali te za vrlo precizno mjerenje vremena na sportskim natjecanjima).